# Goodbye Best Album
《Goodbye Best Album》은 1996년 2월에 출시된 서태지와 아이들의 베스트 앨범이자 그들의 마지막 앨범이다.

## 제작

### 수록곡 관련 사항
수록곡 중 "Goodbye"는 정규 앨범 4집에 연주곡으로 수록되었으나 베스트 앨범에는 새로 노랫말이 삽입된 버전이 수록되었다. "Come Back Home", "필승"의 경우 심의 문제로 인해 가사의 일부가 삐소리로 처리되었다.

### 시대유감
"시대유감"은 심의 문제로 앨범에 실리지 못했으며 1996년 6월 음반 사전심의제도가 폐지되면서 무삭제 버전이 별도의 싱글로 발매되었다.

## LP판 발매
Goodbye Best Album의 LP판인  Seotaiji And Boys 92 ~ 96 Best Album 이 2001년 11월 13일 발매되었다. 그러나 서태지 동의없이 전 음반 제작사가 임의로 발매하여 논란을 일으켰다.

## 수록곡 목록

### CD
| #   | 제목                     | 작사·작곡 | 편곡   | 재생 시간 |
| --- | ------------------------ | --------- | ------ | --------- |
| 1.  | Yo! Taiji (1집)          |           | 서태지 | 0:39      |
| 2.  | 난 알아요                | 서태지    | 서태지 | 3:48      |
| 3.  | 너와 함께한 시간 속에서  | 서태지    | 서태지 | 4:21      |
| 4.  | 환상속의 그대            | 서태지    | 서태지 | 3:43      |
| 5.  | 하여가                   | 서태지    | 서태지 | 5:15      |
| 6.  | 너에게                   | 서태지    | 서태지 | 4:36      |
| 7.  | 우리들만의 추억          | 서태지    | 서태지 | 3:52      |
| 8.  | Opening (Live)           | 서태지    | 서태지 | 1:20      |
| 9.  | 마지막 축제 (Live)       |           | 서태지 | 4:38      |
| 10. | 발해를 꿈꾸며            |           | 정현철 | 4:40      |
| 11. | 영원                     |           | 정현철 | 3:46      |
| 12. | 교실 이데아              |           | 정현철 | 4:22      |
| 13. | 널 지우려해 (Live)       |           | 정현철 | 5:20      |
| 14. | COME BACK HOME           |           | 정현철 | 3:54      |
| 15. | 슬픈 아픔                |           | 정현철 | 5:35      |
| 16. | 필승                     |           | 정현철 | 3:45      |
| 17. | GOOD BYE (Voice Version) |           | 정현철 | 5:15      |
| 18. | 이너비리스너비           |           | 정현철 | 1:11      |

### TAPE
| #   | 제목                    | 작사·작곡 | 편곡   | 재생 시간 |
| --- | ----------------------- | --------- | ------ | --------- |
| 1.  | Yo! Taiji (1집)         |           | 서태지 | 0:39      |
| 2.  | 난 알아요               | 서태지    | 서태지 | 3:48      |
| 3.  | 너와 함께한 시간 속에서 | 서태지    | 서태지 | 4:21      |
| 4.  | 환상속의 그대           | 서태지    | 서태지 | 3:43      |
| 5.  | 하여가                  | 서태지    | 서태지 | 5:15      |
| 6.  | 너에게                  | 서태지    | 서태지 | 4:36      |
| 7.  | 우리들만의 추억         | 서태지    | 서태지 | 3:52      |
| 8.  | Opening (Live)          | 서태지    | 서태지 | 1:20      |
| 9.  | 마지막 축제 (Live)      |           | 서태지 | 4:38      |
| 10. | 발해를 꿈꾸며           |           | 정현철 | 4:40      |

| #  | 제목                     | 작사   | 작곡   | 편곡   | 재생 시간 |
| -- | ------------------------ | ------ | ------ | ------ | --------- |
| 1. | 영원                     | 정현철 | 정현철 | 정현철 | 3:46      |
| 2. | 교실 이데아              | 정현철 | 정현철 | 정현철 | 4:22      |
| 3. | 널 지우려해 (Live)       | 양현석 | 정현철 | 정현철 | 5:20      |
| 4. | COME BACK HOME           | 정현철 | 정현철 | 정현철 | 3:54      |
| 5. | 슬픈 아픔                | 정현철 | 정현철 | 정현철 | 5:35      |
| 6. | 필승                     | 정현철 | 정현철 | 정현철 | 3:45      |
| 7. | GOOD BYE (Voice Version) | 정현철 | 정현철 | 정현철 | 5:15      |
| 8. | 이너비리스너비           |        | 정현철 | 정현철 | 1:11      |

## 참여
서태지와 아이들
- 서태지 - 보컬, 랩, 프로듀서
- 양현석 - 보컬, 랩
- 이주노 - 보컬, 랩

스탭
- 마스터링 스튜디오: 사운드 비전
- 마스터링 엔지니어: 김호정
- 매니지먼트: 김철, 이상철, 전경원, 이지원, 서종현, 이경미
- 카피라이터: 채송아
- 디자인, 컴퓨터 그래픽, 일러스트, 심볼 디자인, 앨범 타이틀 컨셉&설정, 스토리 작성: 전상일
- 일러스트레이터: 전상일, 장대곤, 김경균